# 张成禹
张成禹（朝鲜语：／ Jang Song U，1933年4月7日—2009年8月24日）朝鲜江原道川内郡人。朝鮮国防委員長金正日的同母妹金敬姬丈夫張成泽的兄长。据说是1983年10月9日仰光爆炸事件的总指挥。

## 履历
- 1973年任朝鲜劳动党中央组织指导部科长。
- 1977年晋升少将。
- 1980年10月劳动党六大当选中央委员。
- 1984年5月晋升中将。
- 1988年任朝鲜人民军总参谋部侦察局局长。
- 1989年1月任社会安全部第一副部长。
- 1990年5月晋升上将。
- 1991年12月－1995年11月任社会安全部政治局长。
- 1992年4月晋升大将，
- 1995年10月－1996年7月任护卫总局局长。
- 1996年7月起任朝鲜人民军第3军军长。
- 2002年4月被授予人民军次帅军衔。
- 2009年8月24日因心脏麻痹症逝世，年77岁。[1]

## 家庭
张成禹有两个弟弟：
- 張成吉（장성길，1939年1月13日－2006年），人民武力省革命事績館館長
- 张成泽（장성택，1946年2月6日－2013年12月12日），朝鲜劳动党行政部部长（2007.10－2013.12）兼中央指导部第一副部长（1995.11－2013.12）、国防委员会副委员长（2010.6－2013.12）。